# Синичий фруктоед
Синичий фруктоед (лат. Oreocharis arfaki) — вид птиц семейства Paramythiidae, единственный представитель рода Oreocharis. Эндемик Новой Гвинеи.
Вид обитает в горных дождевых лесах Центрального хребта, а также на севере острова.
Птица длиной 12—14 см, весом 16—21 г. Это мелкие и массивные птицы, с большой округлой головой, коротким коническим клювом, крепкими ногами и квадратным хвостом. У самцов голова и горло чёрной окраски. Щёки, грудь, брюхо жёлтые, спина и крылья оливково-зелёного цвета, хвост чёрный. У самок серовато-пегая окраска оперения.
Питается в основном ягодами и спелыми плодами, иногда небольшими цветками и бутонами.